# Land- und Stadtgericht Liebstadt
Das Land- und Stadtgericht Liebstadt war von 1827 bis 1849 ein preußisches Land- und Stadtgericht mit Sitz in Liebstadt.

## Geschichte
Das Land- und Stadtgericht Liebstadt wurde 1827 aus dem Stadtgericht Liebstadt und dem Justizamt Liebstadt gebildet. Es war ein Gericht 2. Klasse im Sprengel des Oberlandesgerichts Königsberg.
1837 umfasste der Gerichtsbezirk die Stadt Liebstadt mit 1702 Gerichtseingesessenen und 19 Ortschaften mit 3200 Gerichtseingesessenen (zusammen also 4902 Gerichtseingesessene). Am Gericht waren ein Stadt- und Landrichter und drei weitere Mitarbeiter beschäftigt. Das Gericht war im Rathaus der Stadt untergebracht.
Nach der Märzrevolution wurden 1849 einheitlich Kreisgerichte gebildet. In Liebstadt entstand die Gerichtskommission Liebstadt des Kreisgerichts Mohrungen.